# Neuvy-Grandchamp
Neuvy-Grandchamp – miejscowość i gmina we Francji, w regionie Burgundia-Franche-Comté, w departamencie Saona i Loara.
Według danych na rok 1990 gminę zamieszkiwało 1008 osób, a gęstość zaludnienia wynosiła 20 osób/km² (wśród 2044 gmin Burgundii Neuvy-Grandchamp plasuje się na 230. miejscu pod względem liczby ludności, natomiast pod względem powierzchni na miejscu 27.).